# 太姒
太姒（生卒年不可考），姒姓，出生在夏朝國王禹之後代有莘氏（今陕西省渭南市合阳县東王鄉莘里村），商朝西岐诸侯西伯侯，後被諡為周文王昌之正妃，周朝建立者周武王發之母。
西伯昌在郃陽地區渭水之濱遇到太姒，對她的美貌，驚為天人，後知道太姒仁愛而明理，生活儉樸，西伯昌決定迎娶太姒。因渭水無橋，西伯昌決定於渭水造舟為樑，舟舟相連，成為浮橋，親迎太姒，場面盛大。
入門之後，太姒仰慕長輩之德，效法太姜（周太王正妃）、太任（周王季正妃），旦夕勤勞，以進婦道。太姒尊號為「文母」，文王理外，文母治內。太姒與西伯昌生下十名男丁，自少嚴謹教誨，使他們未做過壞事。
她與周文王生下十子，次序為：長子伯邑考，次子武王發，三子管叔鮮，四子周公旦，五子蔡叔度，六子曹叔振鐸，七子郕叔武，八子霍叔处，九子康叔封，十子冉季载。
她的兒子中，長子伯邑考因得罪王后妲己而遭到紂王殺害，故文王以次子發為太子，及文王駕崩而立，是為武王。
“天作之合”这一成语即出自周文王和太姒的愛情故事——《诗经·大雅·大明》。《大雅·文王之什·思齊》有描述太姒的記戴：「思齊大任，武王之母，思媚周姜，京室之婦。大姒嗣徽音，則百斯男。」
太姜、太任、太姒合稱「三太」，後世以「太太」作已婚女性的尊稱，代表賢德直追三太。
天授元年（690年），武则天即皇帝位，改元天授，尊封周文王谥号文皇帝，庙号始祖。而太姒就被上谥号文定皇后，陵曰德陵。